# Lifford
Lifford (irisch Leifear) ist eine Stadt im Norden der Republik Irland und der Hauptort für das County Donegal. Obwohl Letterkenny als größte Stadt des Countys zwölfmal so viele Einwohner hat, ist Lifford das Verwaltungszentrum des Countys.

## Der Ort
Lifford liegt im äußersten Osten des Countys, direkt gegenüber dem elfmal so großen Strabane im County Tyrone in Nordirland als seiner Zwillingsstadt, mit der Lifford durch die Lifford Bridge über den River Foyle verbunden ist. Die Einwohnerzahl von Lifford wurde beim Census 2016 mit 1626 Personen ermittelt, mit einem leichten Überhang an weiblichen Bewohnern. Im gesamten Parish von Clonleigh, zu dem Lifford gehört, belief sich die Bevölkerungszahl 2011 auf 3357 Personen. Lifford ist Sitz des Donegal County Council.

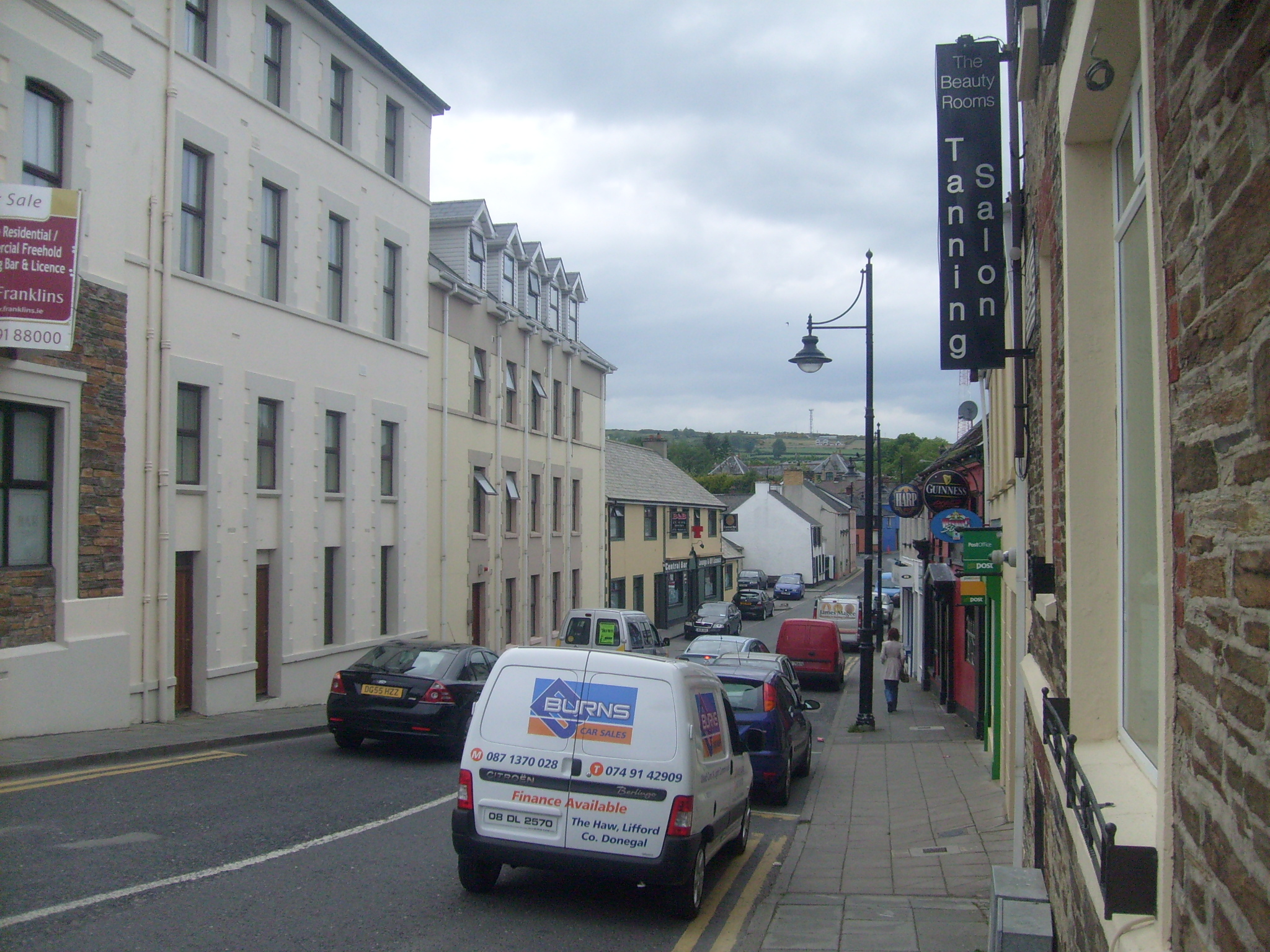
Straßenszene in Lifford

Lifford liegt im Finn Valley im Osten des Countys und entwickelte sich um ein im 16. Jahrhundert von Manghus Ó Domhnaill errichtetes Schloss herum. Später war es, bis zur Errichtung des Irischen Freistaats 1922, eine britische Armeegarnison.

## Verkehr
Von Lifford führen die N15 über Donegal Town und Ballyshannon nach Sligo im Südwesten und die N14 nach Letterkenny im Nordwesten. Über die A5 ist Lifford via Strabane mit Derry und Omagh in Nordirland verbunden und im weiteren Verlauf nach Südosten über Monaghan via N2 mit Dublin.
Der öffentliche Personenverkehr wird von Bus Éireann abgewickelt, der Lifford mehrmals täglich mit dem Busáras in Dublin und dem Flughafen Dublin wie auch mit Letterkenny im Norden und Ballybofey auf der N15 im Westen verbindet.
Die Stadt war seit 1909 ein Haltepunkt einer der beiden Schmalspurbahnen im County Donegal. Seit 1960 ist Lifford nicht mehr an den Schienenverkehr in Irland angeschlossen.

## Sport
Der örtliche Lifford Celtic F. C. wurde überregional bekannt als der Jugendverein von Shay Given.

## Söhne und Töchter der Stadt
- Patrick Harte (1931–2018), Politiker
- Matthew Sweeney (1952–2018), Schriftsteller
- Mickey Harte (* 1973), Popsänger
- Shay Given (* 1976), Fußballspieler